# Kasberg
Der Kasberg ist ein 1747 m ü. A. hohes Bergmassiv in den Oberösterreichischen Voralpen. Durch Schutzhütten, ein Wegenetz und ein Wintersportgebiet ist der Kasberg für den Tourismus erschlossen. Der Name leitet sich von einer althochdeutschen Wortwurzel ab und bedeutet Kar.

## Geographie
Der Kasberg ist ein von Ost nach West ansteigender, acht Kilometer langer Gebirgsrücken mit steilen Wänden, breiten Mulden, Wäldern und Wiesen. Die Begrenzung verläuft von Grünau im Almtal entlang des Grünaubachs ostwärts, dann entlang des Schindlbachs nach Südosten bis zur Kote 645. Von dort folgt die Grenze dem Schwarzaubach ostwärts bis zu den Wasserböden und nach Süden zur Kote 740 über Höbach nach Steyrling. Von dort aufwärts bis etwa 1 km südwestlich der Bernerau zur Talsohle bzw. dem markierten Steig über die Ringhütte und den Ring zum Almtaler Haus. Von dort verläuft die Grenze dem Straneggbach entlang nach Nordwesten durch die Hetzau zur Alm und folgt dieser nordwärts bis nach Grünau im Almtal. Seine höchsten Erhebungen sind der Kasberggipfel 1747 m ü. A., der Rossschopf 1647 m ü. A., die Schwalbenmauer 1657 m ü. A. und das Spitzplaneck 1617 m ü. A.
Verwaltungsmäßig befindet sich der Kasberg an der Grenze der beiden oberösterreichischen Bezirke Gmunden und Kirchdorf an der Krems.
Von Westen führt vom Cumberland Wildpark die private Alte Mautstraße bis zur Kasbergalmhütte auf 1500 m ü. A. Im Norden führt eine Mautstraße bis zum Hochberghaus.

## Geologie
Die Gipfelregion des Kasbergs ist aus Gutensteiner Kalk (Anisium) aufgebaut, die auf einem Sockel aus Hauptdolomit (Norium) aufgesetzt sind.

### Höhlen
Der Kasberg, dessen aus mitteltriassischen Kalken aufgebauter Plateaubereich an sich gute Voraussetzungen für die Höhlenbildung bietet, hat vorläufig nur mit einigen kleinen Eishöhlen aufzuwarten. Die Raumformen der eisfreien Röllkarhöhle, der zur Zeit längsten Höhle des Gebietes, spiegeln indessen die ausgesprochene Dünnbankigkeit der dunklen Mitteltriaskalke wider. Mit Stand 2002 sind in der Katastergruppe 1661 (Kasberg) des Österreichischen Höhlenverzeichnisses 15 Höhlen verzeichnet.

## Bergsport

### Wandern

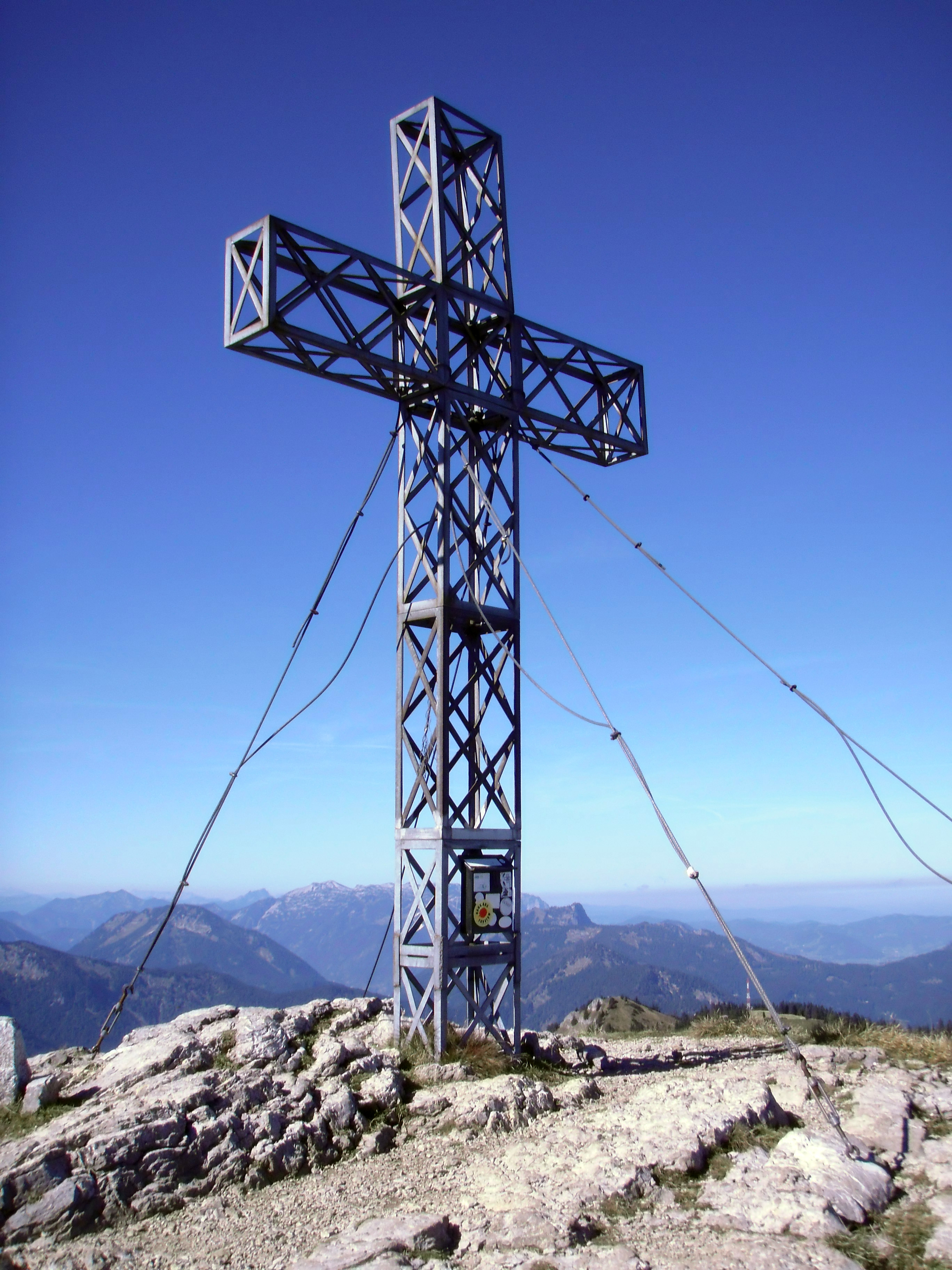
Gipfelkreuz

Schon im 19. Jahrhundert wurde die Kasbergschwaig 1506 m auf der Grünauer Kasbergalm für touristische Zwecke verwendet. 1902 wurde sie zu einem Unterkunftshaus erweitert. 1959 wurde sie an die Sektion Wels des Österreichischen Alpenvereins verkauft und in Sepp-Huber-Hütte umbenannt. 1984 wurde sie vom Alpenverein wieder verkauft. Im Osten des Massivs stehen südlich der Schwalbenmauer die Steyrer Hütte 1347 m der Naturfreunde und die Ahornalmhütte 1336 m des Alpenvereins. 1969 wurde nördlich des Farrenaubühels (Hochberg) das Hochberghaus erbaut.
Der Gipfel des Kasbergs wird wegen seiner ausgezeichneten Aussicht im Sommer als auch im Winter häufig besucht. Aufgrund der freien Sicht in Richtung Süden auf die Nordabstürze des Toten Gebirges vom Kleinen Priel bis zur Hohen Schrott wird der Kasberg auch als „Aussichtspodium vor dem Toten Gebirge“ bezeichnet. Am Gipfel befindet sich ein Gipfelkreuz mit Gipfelbuch.
Das markierte und beschilderte Wegenetz am Kasberg wird vom Österreichischen Alpenverein und von den Naturfreunden gewartet. Die bekanntesten Anstiege sind
- Weg 431: Von Grünau über das Hochberghaus über die Farrenau zur Sepp-Huber-Hütte, weiter nach Osten und schließlich von Norden zum Gipfel. Gehzeit: etwa 2½ bis 3 Stunden.
- Weg 433: Vom Brunnental bei Steyrling östlich des Bergmassivs durch den Katzengraben zur Steyrer Hütte der Naturfreunde, schließlich von Südosten zum Gipfel. 1200 Meter Höhenunterschied, Gehzeit: etwa 3½ Stunden.

### Wintersport

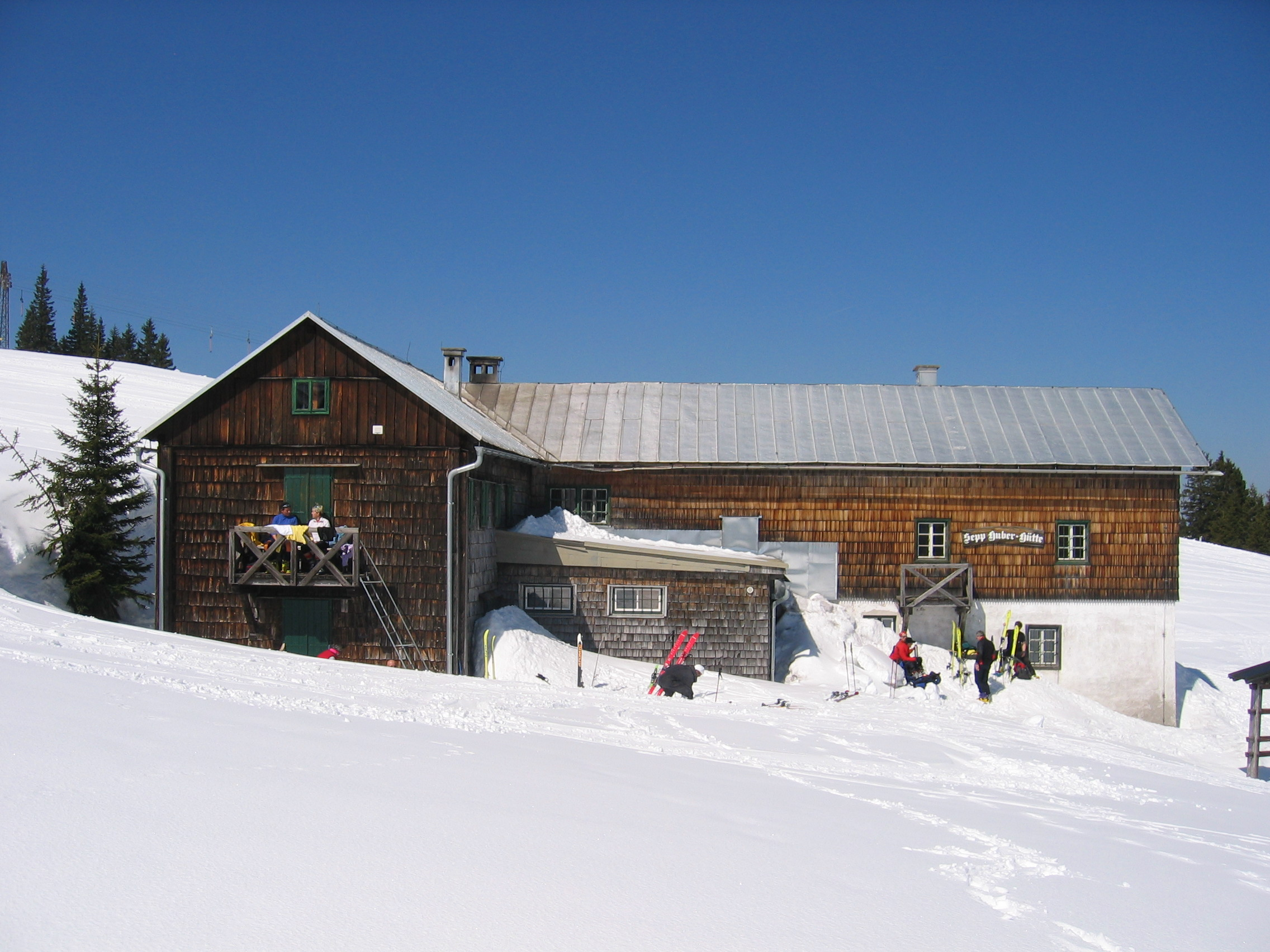
Skitourengeher bei der Sepp-Huber-Hütte. März 2006

Das Schigebiet Kasberg, welches die Gipfel Hochberg und Jagerspitz sowie Teile der ehemaligen Kasbergschwaig, nicht aber den Kasberg-Gipfel selbst umfasst, ist durch eine 8er-Einseil-Umlaufbahn, eine Gondelgruppen-Umlaufbahn, eine 4er-Sesselbahn mit Wetterschutzhaube, neun Schlepplifte, zwei Übungslifte und einen Zauberteppich erschlossen.
Länge der Abfahrten:
- 20 km leicht
- 17 km mittel
- 3 km schwer

Höhenlage: 620 bis 1600 m
Das Schigebiet besteht seit 1967. 2010 musste es Konkurs anmelden, die beiden Firmen Kasberg-Bahnen GmbH und Kasberg-Bahnen GmbH & Co KG hatten Schulden in Höhe von um die 20 Mio. € angesammelt. Der bisherige Pächter, die Hinterstoder-Wurzeralm Bergbahnen der Schröcksnadel-Gruppe, übernahm die Firma als Kasberg-Bahnen HWB-Betriebs GmbH zu 60 %, 40 % übernahm der Verein Privatstiftung für die Standorterhaltung in Oberösterreich.
2016 haben die vier Gemeinden Grünau im Almtal, Pettenbach, Scharnstein und Vorchdorf den Liftbetrieb übernommen. Am 14. Juli 2023 hat die Betreibergesellschaft der Almtal Bergbahnen Insolvenz beim Landesgericht Wels angemeldet.
Zur Saison 2023/2024 wurde das Schigebiet von der Kasberg Betriebs GmbH gepachtet und weiter geführt.